# Emorragia sottocongiuntivale

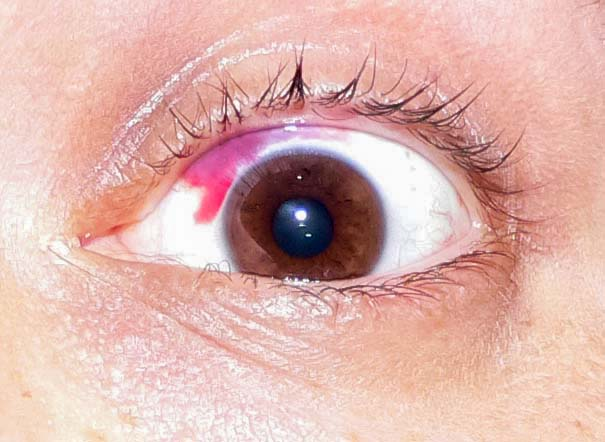
Un'emorragia sottocongiuntivale

Per emorragia sottocongiuntivale  in campo medico, si intende la chiazza emorragica di colore rosso acceso che compare sulla congiuntiva bulbare della persona (ovvero interessa gli occhi degli individui).
Nei neonati il continuo cambio di pressione durante il parto causa spesso tali anomalie, apparendo al margine della cornea e della congiuntiva.

## Eziologia
Tale perdita di sangue si manifesta per colpa di piccole rotture dei capillari superficiali, causando una tipica macchia all'interno dell'occhio. La rottura può a sua volta essere causata dalla pressione eccessiva per un evento violento che interessa la via orale (starnuto, colpo di tosse).

## Diagnosi
La diagnosi si effettua mediante l'ispezione visiva, rilevando il tipico reperto di colorazione rosso vivo confinata alla porzione bianca (sclera) dell'occhio. In rari casi il sangue può gocciolare dall'occhio.

## Gestione
Un sanguinamento sottocongiuntivale è in genere una condizione autolimitante che non richiede alcun trattamento a meno che non vi sia evidenza di un'infezione oculare o si sia verificato un trauma oculare significativo. Le lacrime artificiali possono essere applicate da quattro a sei volte al giorno se l'occhio risulta secco o irritato. L'uso elettivo dell'aspirina è generalmente scoraggiato.